# Zebronia perspicata
Zebronia perspicata là một loài bướm đêm trong họ Crambidae.